# Lapilli

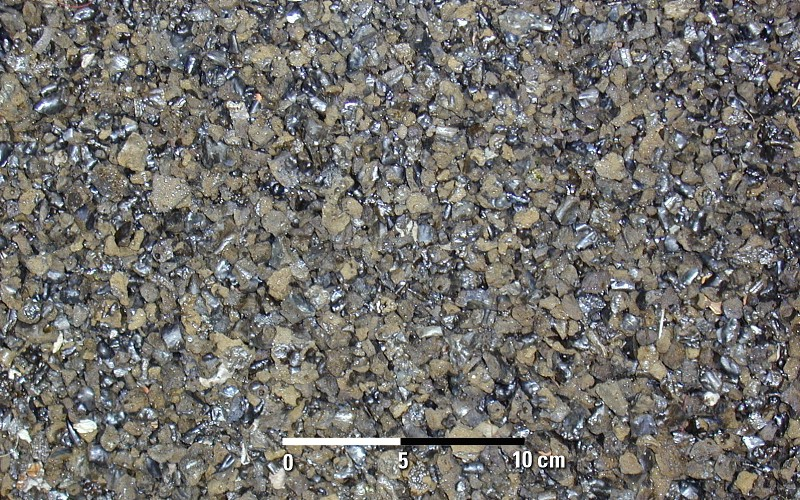
Lapilli

Lapilli (jinak též sopečná struska či škvára) jsou nejčastěji bazická tělesa řadící se do pyroklastického materiálu, vznikajícího při explozivních erupcích magmatu. Svojí velikostí od 2 mm do 64 mm tvoří přechod mezi vulkanickým popelem a sopečnými pumami.
Lapilli bývají součástí sopečných mračen, kdy jsou společně s pumami transportovány spíše při povrchu, zatímco horní část mračna je tvořena převážně sopečným popelem a prachem. Následně se po erupci lapilli hromadí v okolí sopek a dávají základ pyroklastickým horninám.